# Johannes Bell
Johannes (Hans) Bell, född 23 september 1868 i Essen, död 21 oktober 1949 i Würgassen, var en tysk jurist och politiker.
Bell tog en doktorsexamen i juridik 1889, blev 1894 advokat i sin födelsestad, blev 1908 ledamot av preussiska lantdagen och 1912 av tyska riksdagen, där han tillhörde Centrumpartiet, och blev 1913 justitieråd. År 1919 blev han medlem av nationalförsamlingen i Weimar och blev i februari samma år rikskolonialminister i ministären Philipp Scheidemann, i juni samma år rikstrafikminister i Gustav Bauers ministär och undertecknade jämte utrikesministern Hermann Müller den 28 juni samma år Versaillesfreden. Som trafikminister kvarstod Bell i Hermann Müllers efter Kappkuppen i mars 1920 bildade ministär och avgick med denna i juni samma år. Han var vicepresident i riksdagen 1920-26 och minister för de besatta områdena av Tyskland 1926-27.
Bell författade Zentrum und Werdegang sowie Reform des Reichsstrafrechts und -Strafprozesses (1920).